# 한글 글꼴

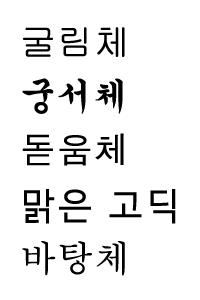
여러 글꼴들의 모습.

한글 글꼴은 한글을 표기하는 글꼴을 말한다.

## 한글 글꼴이 발전해 온 길
훈민정음이 창제된 이후, 한글 글꼴은 목판 인쇄에 쓰이던 고어체에서 서서히 실용적인 모양으로 변천하였다. 그러나 약 400여 년간에 걸친 한글 글꼴의 변화를 오늘날 남은 문헌에서 살펴보면 그렇게 두드러진 변화가 있지는 않았던 것으로 보인다. 이는 글을 쓸 수 있는 사람이 양반층에 제한되어 있었고 붓으로 글씨를 썼기 때문이다. 주로 쓰인 한글 글꼴은 서예에서 일컫는 몇몇 서체에 불과하였다.
서체는 글씨의 모양에 따른 여러 가지 글꼴로 나누어 볼 수 있다. 이를테면 한자에 행서체니 초서체니 하는 글자꼴을 구분하여 말하듯이 한글에도 여러 가지 글씨 꼴이 있다.

## 한글 글꼴

### 반포체
훈민정음 반포와 더불어 동국정운(東國正韻, 1448)이나 월인석보(月印釋譜, 1459) 등에 처음으로 쓰인 글씨체를 반포체(頒布體)라 오늘날 서예계에서는 일컫고 있으며 때로는 고어체(古語體), 정음체(正音體), 판본체(板本體), 판각체(板刻體)라고 부르기도 한다. 초기의 서체는 판에 새긴 돋음체(고딕체)와 비슷한 모양이었으나 중기에 들어서는 부드러운 느낌이 들도록 끝 부분을 둥글게 표현하였다. 묵직한 느낌과 함께, 반듯한 느낌이 들고, 기하학적이다. 이 글씨 꼴은 일상생활에 크게 쓰이지 않은 것으로 보이지만, 비문 등에 쓰이기도 하였다.

### 궁체
궁체는 반포체가 가진 단점인 "딱딱한 모양"을 벗어던지기 위해 고안된 한글 붓글씨체의 대표적인 글꼴이다. 궁체(宮體)라는 이름은 말 그대로 궁중에서 쓰이고 발전한 서체이며 그 특징은 무엇보다도 부드럽게 흘러가는 모양에 있다. 반흘림, 흘림, 정자의 3가지 종류가 있다.

## 사진 식자로 만든 한글 글꼴
조선 초기와 조선 후기에 한글이 창제된 이후, 석보상절체, 동국정운체, 언해체 등 여러 가지 한글 글씨체 등이 등장했으나, 한글이 처음으로 서양식 활자체로 쓰이게 된 것은 1880년대 이후에 최지혁의 글씨를 표본으로 하여 서양 선교사들이 번역한 성경을 출판된 것이 처음이다.
이후 독립신문처럼 순 한글판 신문이 많이 나오게 되면서 한성체와 독본체, 말의 소리 활자체가 등장했고 1920년대에는 고딕체와 비슷한 서체도 등장했다. 1930년대에는 이원모체와 박경서체 등 여러 가지 활자체들이 많이 생겨 동아일보와 조선일보에서 쓰이게 되었으며, 8·15 해방 후에는 장식 서체들이 만들어져 앞에 나온 서체와 함께 많이 쓰이게 되었다. 해방 직후에는 동아출판사체, 국정교과서체 등이 등장하게 되었는데 이는 1960년대까지 이어진다. 그 후 사진 식자기(寫眞 植字機)가 유입하고 개발하게 되면서 디나루체, 헤드라인체 등 제목용 글꼴이 개발하게 되었다.
사신식자기로 이용하여 만들어진 글꼴종류는 지금보다 많지 않았지만 당시로는 매우 다양한 서체들이 많았다. 명조체를 만든 것을 시작으로 하여, 고딕체, 그래픽체. 해서체, 공작체 등 8종이 있었으며 명조체와 고딕체는 견종, 태종, 중종, 세종별로 굵기가 각각 다른 종으로 나누었다. 고딕체와 명조체 족은 본문과 제목글에 많이 사용했다. 디나루체와 그래픽체는 명조체와 고딕체와는 다르게, 많이 사용하지 않았지만 큰 제목이나 부제목글에 사용하였으며, 인기도 많았다. 그 밖에 궁서체, 해서체, 공작체 등이 있었다.

### 사진식자기로 만들어진 글꼴
| - 신명조체 - 그래픽체 - 고딕체 - 해서체 - 궁서체 | - 공작체 - 신그래픽체 - 견명조체 - 견고딕체 - 헤드라인체 |

## 컴퓨터에서 사용되는 한글 글꼴

### 대한민국
한/글은 다음 글꼴을 지원한다.
- 명조체
- 고딕체
- 샘물체
- 필기체
- 신명조체
- 신문명조체
- 공작체
- 그래픽체
- 견명조
- 중고딕
- 일부 한양서체(HY신명조 등)

마이크로소프트는 다음 글꼴을 지원하고 있다.
- 굴림, 굴림체
- 돋움, 돋움체
- 바탕, 바탕체
- 궁서, 궁서체
- 새굴림
- 맑은 고딕

macOS에서는 다음과 같은 글꼴을 지원하고 있다.
- Apple SD 산돌고딕 Neo (macOS 기본 글꼴)
- AppleGothic
- AppleMyungjo
- 궁서
- 나눔글꼴 (10.7 Lion 이상)[1]

### 무료 공개 글꼴
오픈 소스 운영 체제에서부터 사용되어온 백묵글꼴, 은글꼴 모음 그리고 이어서 구글의 본고딕과 본명조, 네이버의 나눔글꼴등이 MS 윈도우, 맥 OS, 리눅스 등에서 폭넓고 유용하게 이용되고있다.
이외에 서체전문회사에서 개발한 윤서체(윤디자인), 산돌체(산돌커뮤니케이션), 한양서체(한양정보시스템)등이 있다. 이들 서체들은 가족 서체(계열 서체:Family Fonts)라고 하여 글꼴의 종류는 같으나 진한 정도를 다르게 하여 구분하는 서체들을 말하는데, 윤서체는 120,125 등의 숫자, 산돌서체는 L(Light), M(Middle), B(Bold)로 구분한다. 또한 컴퓨터용 한글 글꼴은 세, 중, 견, 태를 이름 앞에 붙여서 구분하는데, 세<중<견<태 순서로 진해진다.

### 조선민주주의인민공화국
조선민주주의인민공화국의 컴퓨터 글꼴은 조선글 콤퓨터서체프로그람 《삼천리》와 평양정보쎈터 조선글 콤퓨터서체프로그람《글서체 50종》이 있다. 조선민주주의인민공화국에서는 지난 2001년 김정일 조선로동당 총비서가 높이 평가한 서체들을 골라 《삼천리》를 개발하였으며, 그 후 평양정보쎈터에서《글서체 50종》을 개발하였다. 이외에도 북조선의 컴퓨터 글꼴은 500여 종이 된다. 전자 출판에서 다양하게 사용할 수 있도록 설계된 청봉체와 광명체, 그리고 천리마체, 조선의 당 중앙위원회 기관지《로동신문》의 옥류체가 그 중 일부이다. 이 서체들은 한글, 일본어, 중국어, 러시아어 4개 언어에 서로 대응할 수 있도록 설계되었으며, 윈도우 98, 2000, XP와 같은 운영 체제, 워드 프로세서 《창덕》과 《내 나라》에서도 사용할 수 있다. 조선콤퓨터중심과 평양정보기술국에서는 자체로 개발한 웹 사이트를 통하여 다양한 글꼴들을 판매하고 있다. 아래에 나와 있는 서체들은 조선콤퓨터쎈터에서 개발된 것과 평양정보기술국에서 개발된 것 중에서 몇 가지를 골라 마련한 것이다.
- 천리마체
- 청봉체
- 새날체
- 붓글체
- 광명체
- 고전체
- 립체체
- 필기체
- 동심체
- 율동체
- 장식체

## 같이 보기
- CJK 글꼴 목록
- 오픈 폰트 라이선스
- 오픈 소스 유니코드 서체